# Luigi Gallo
Luigi Gallo (Prato, 21 settembre 1977) è un politico italiano.

## Biografia
Nato a Prato, ma vive a Torre del Greco (Napoli). Laureato in ingegneria informatica e Master per l'insegnamento di Elettronica, è insegnante di elettronica in aspettativa a Napoli, musicista ed ex speaker radiofonico.
Dal 2001 è impegnato sui temi di una gestione pubblica dell’acqua e contribuisce alla mobilitazione nazionale che porta al referendum del 2011 attraverso il quale il popolo italiano sceglie la strada dell’acqua pubblica. Negli anni di attivismo sociale collabora con numerosissime realtà dai Gruppi D’acquisto Solidale ad azioni di Guerrilla Gardening, dalle Critical Mass ai mercati contadini, dai movimenti per il modello rifiuti zero alla marcia della pace Perugia ad Assisi contro la guerra in Iraq, dal commercio equo e solidale alla democrazia diretta con la partecipazione dei forum di Genova nel 2001 e il social forum a Firenze.
Nel 2008 è osservatore internazionale in Messico in solidarietà con gli indigeni zapatisti e nel 2006 in Kenya fa un reportage sul Commercio equo e solidale.
Autore del Libro "Educazione Diffusa - Per salvare il mondo e i bambini", scritto con il prof. Paolo Mottana, pedagogista dell'Università di Milano Bicocca.

### Attività politica

#### Elezione a deputato
Alle elezioni politiche del 2013 viene eletto deputato della XVII legislatura della Repubblica Italiana nella circoscrizione XIX Campania 1 per il Movimento 5 Stelle.
È stato capogruppo della VII commissione (Istruzione, Scienze, Cultura) dal 2013 al 2014 per il M5S e membro permanente della VII commissione.
Firmatario di tante leggi sulla ricerca, il diritto allo studio, la difesa dei docenti e della scuola pubblica, la didattica innovativa ottiene nel 2013 nella legge 104 l'approvazione di una norma, mai attuata dal governo, che dà vita a una biblioteca virtuale nazionale di libri scolastici autoprodotti dalle scuole e forniti gratuitamente alle famiglie.
Nel 2018 viene rieletto deputato nel collegio uninominale di Torre del Greco.
Vicino alle posizioni di Roberto Fico, fa parte della corrente di sinistra del Movimento, cosiddetta ortodossa, critica nei confronti di Luigi Di Maio.